# Joseph N’singa Udjuu Ongwabeki Untubu
Joseph N’singa Udjuu Ongwabeki Untubu (* 29. September 1934 in Banningville, Belgisch-Kongo; † 24. Februar 2021) war ein zairischer Politiker der Revolutionären Volksbewegung MPR (Mouvement Populaire de la Révolution), der unter anderem zwischen 1981 und 1982 als Erster Staatskommissar Ministerpräsident von Zaire war.

## Leben
N’singa wurde 1966 Justizminister in der Regierung von Präsident Mobutu Sese Seko und bekleidete dieses Ministeramt bis 1969. Er trat der am 17. April 1967 von Mobutu gegründeten Revolutionären Volksbewegung MPR (Mouvement Populaire de la Révolution) bei und war zwischen 1969 und 1970 Innenminister.
Als Nachfolger von Nguza Karl-I-Bond wurde er am 23. April 1981 Erster Staatskommissar (Premier commissaire d’État) und damit Ministerpräsident von Zaire. Diesen Posten bekleidete er bis zum 5. November 1982 und wurde daraufhin durch Kengo Wa Dondo abgelöst. 1986 wurde er von Präsident Mobutu erneut zum Justizminister ernannt und bekleidete dieses Amt bis 1990 auch in den Regierungen von Mabi Mulumba, Sambwa Pida Nbagui sowie in der zweiten Regierung Kengo Wa Dondo. In der dritten Regierung von Kengo Wa Dondo war er von 1996 bis 1997 abermals Justizminister.